# Babinec
Babinec (en hongrois : Babarét) est une commune du district de Rimavská Sobota, dans la région de Banská Bystrica, en Slovaquie.

## Histoire
La première mention écrite du village date de 1407.

## Démographie

### Évolution de la population
| Année:               | 1994. | 2004.    | 2014.   | 2024.   |
| -------------------- | ----- | -------- | ------- | ------- |
| Nombre de personnes: | 104   | 74       | 71      | 66      |
| Différence:          |       | -28,84 % | -4,05 % | -7,04 % |

| Année:               | 2023. | 2024.   |
| -------------------- | ----- | ------- |
| Nombre de personnes: | 64    | 66      |
| Différence:          |       | +3,12 % |